# Шабадаш Арнольд Леонович
Шабадаш Арнольд Леонович (1898, Єлисаветград, Херсонська губернія, Російська імперія — 1978, Москва, РРФСР, СРСР) — відомий анатом, гістолог, гістохімік; професор (з 1929), доктор медичних наук (з 1935). Учень академіка Воробйова Володимира Петровича. Брав участь у роботах з бальзамування тіла Леніна. Автор всесвітньо відомого методу забарвлення глікогену в тканинах, прижиттєвого фарбування елементів вегетативної нервової системи метиленовою синькою, цитохімічного виявлення нуклеотидів.
У 1920-му закінчив медичний факультет Харківського університету. Працював лікарем.
У 1929—1935 рр. завідував кафедрою морфології в Горьковському медичному інституті (зараз Нижньогородська державна медична академія). Написав глави до підручників з анатомії Штер-Мелендореда (1931) і Воробйова (1932).